# Tisis
Tisis é um gênero de traça pertencente à família Agonoxenidae.